# Gustav Wendt (Politiker)
Gustav Wendt (* 2. August 1848 in Paderborn; † 16. Juli 1933 in Hamburg) war ein Hamburger Lehrer, Schulleiter und Mitglied des Reichstages.

## Leben

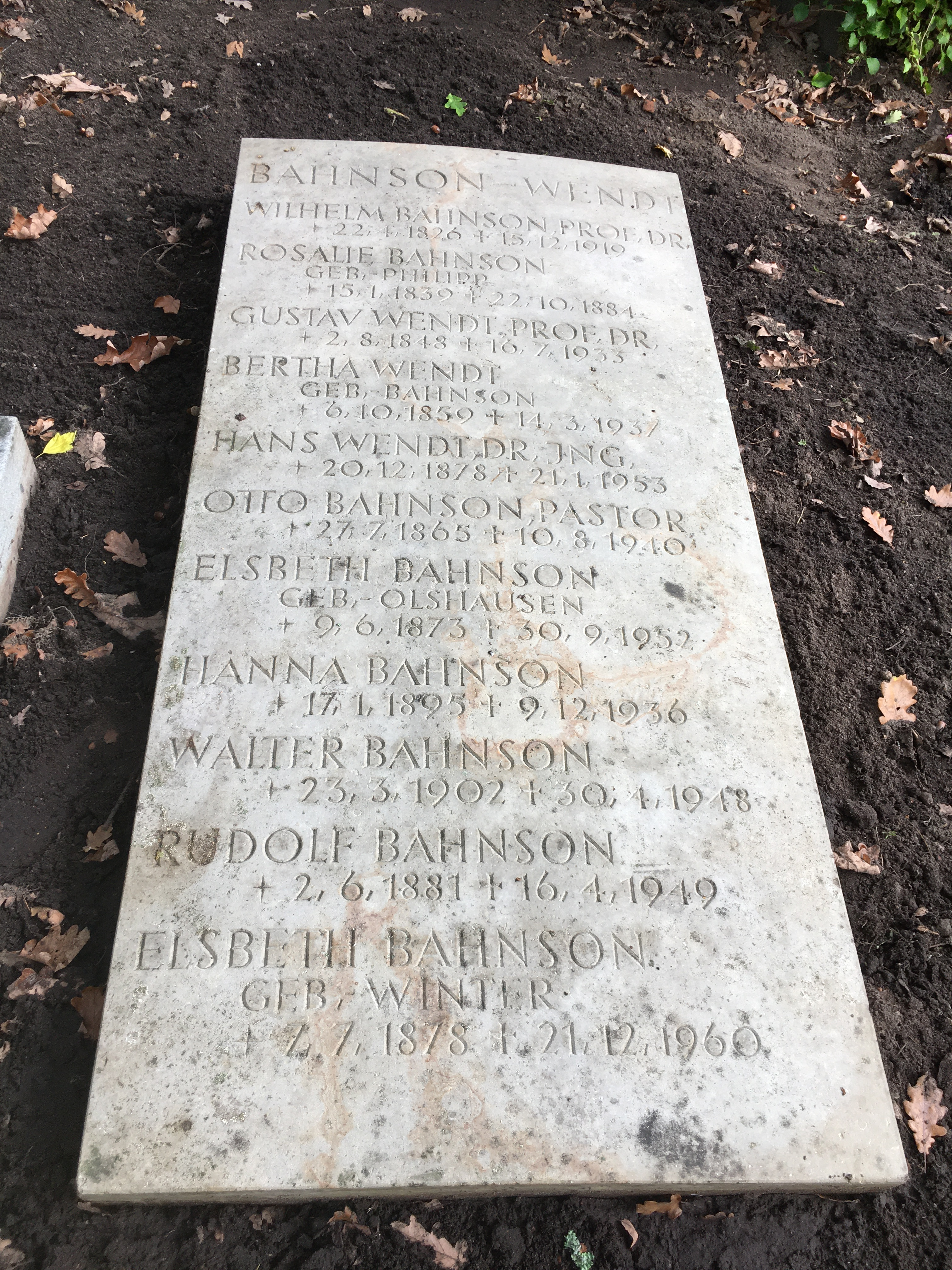
Grabplatte für Gustav und Bertha Wendt im Garten der Frauen auf dem Friedhof Ohlsdorf

Wendt wurde als Sohn eines Kreisbaumeisters geboren und besuchte die Gymnasien in Paderborn und später in Hanau. Er studierte ab 1867 Philologie und Geschichte in Bonn und Berlin. Während seines Studiums wurde er im Winter-Semester 1867/68 Mitglied der Burschenschaft Alemannia Bonn. Er nahm 1870/71 als Einjährig-Freiwilliger im Husaren-Regiment „Fürst Blücher von Wahlstatt“ (Pommersches) Nr. 5 am Deutsch-Französischen Krieg teil. 1873 schloss er sein Studium mit Staatsexamen in Bonn ab.
Er war die folgenden zwei Jahre in unterschiedlichen Positionen in Wiesbaden tätig. 1875 erlangte er eine Stellung als Lehrer am Realgymnasium des Johanneums in Hamburg. 1876 wurde er in Jena zum Dr. phil. promoviert. 1878 heiratete er Bertha Theodore Bahnson. 1897 wechselte er an die Oberrealschule vor dem Holstentor, bevor er 1901 zum Direktor des neu gegründeten Mädchengymnasium wurde, das teilweise auch als Wendtsches Gymnasium bezeichnet wurde.
Wendt wurde als Kandidat der Deutschen Fortschrittspartei in der Reichstagswahl 1881 für den Wahlkreis Provinz Hannover 18 (Stade) gewählt. Er gehörte dem Reichstag bis 1884 an. Im März 1884 schied er aus seiner Fraktion aus und war die letzten sechs Monate fraktionslos.
Wendt unternahm fast jährlich Reisen, meist nach England oder Frankreich und in die USA. Über England veröffentlichte er ein Werk. Er war auch Mitarbeiter verschiedener Fachzeitschriften.
Er wurde Ehrenbürger der Stadt Paderborn.
Gustav Wendt wurde ebenso wie seine Ehefrau auf dem Hamburger Ohlsdorfer Friedhof im Bereich der Familiengrabstätte Bahnson-Wendt beigesetzt (rechte Grabplatte, Planquadrat W 8, östlich Bestattungsforum). Nach Restaurierung wurde die Grabplatte im Oktober 2020 in den Garten der Frauen verlegt.

## Veröffentlichungen (Auswahl)
- Die italienischen und französischen Bearbeitungen der Merope-Fabel. Dissertation Universität Jena 1876. (Online-Ausgabe)
- Als Herausgeber: Lessingʼs Meisterdramen. Mit Illustrationen deutscher Künstler. Berlin, 1. Aufl. 1868–1869, 2. Aufl. 1881.
- England. Seine Geschichte, Verfassung und staatlichen Einrichtungen. Leipzig 1892, 7. Aufl. 1927.
- Englische Grammatik für Oberklassen. Heidelberg 1923.